# Vavřinec z Canterbury

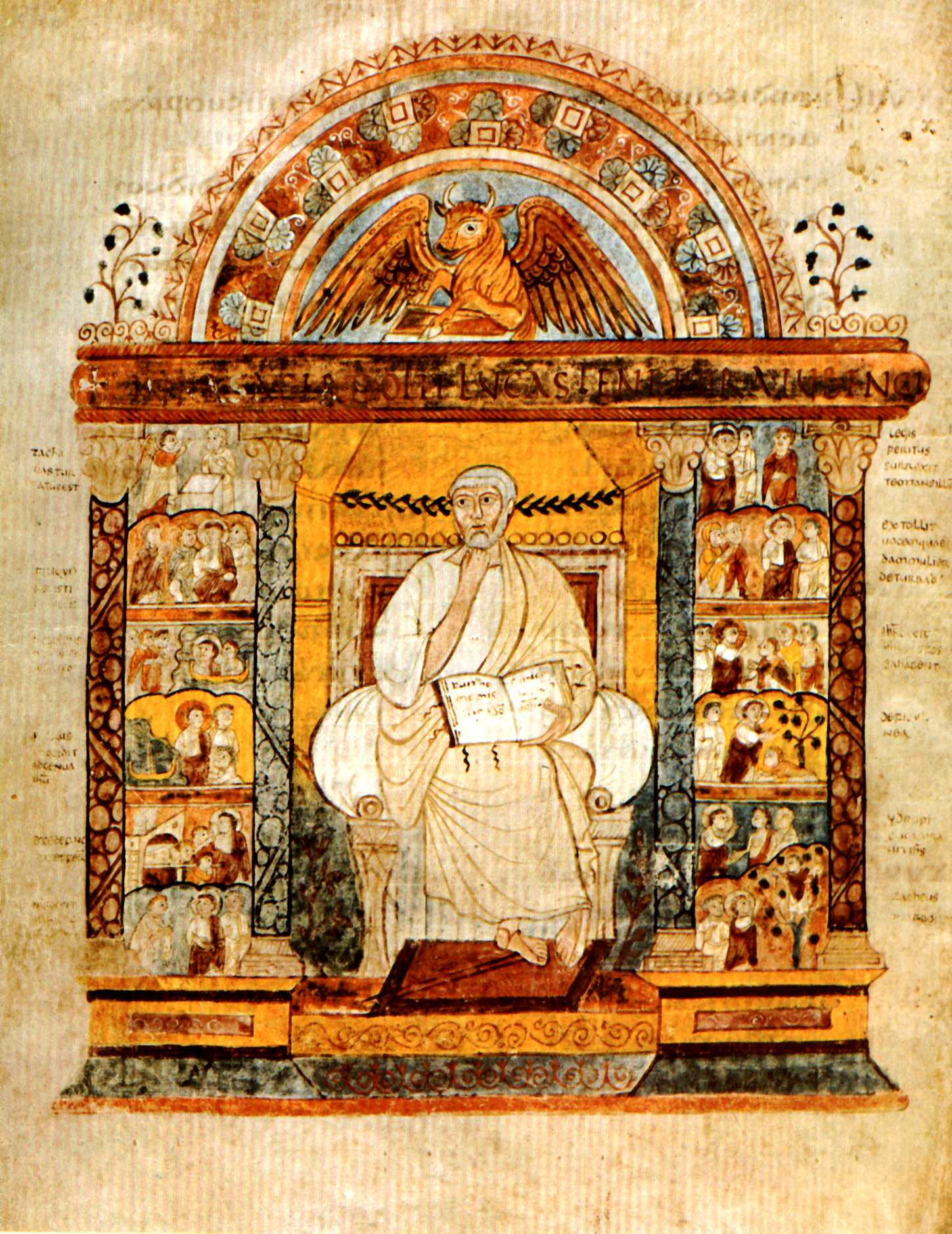
Portrét evangelisty Lukáše z evangelia svatého Augustina (cca ze 6. století), pravděpodobně používané Vavřincem z Canterbury

Svatý Vavřinec z Canterbury (latinsky Laurentius; zemřel 2. února 619) byl římský misionář a první arcibiskup z Canterbury. Do Anglie byl z Itálie vyslán papežem sv. Řehořem Velikým společně s gregoriánskou misií, která měla za úkol šířit křesťanství mezi Anglosasy, ačkoliv datum jeho příjezdu do Anglie je sporné. Na canterburského arcibiskupa byl vysvěcen svým předchůdcem sv. Augustinem z Canterbury, který tak zajistil kontinuitu svého úřadu. Neúspěšně se pokusil řešit rozpory mezi domorodými a římskými biskupy z Itálie a rovněž čelil náboženské krizi, která vypukla po smrti kentského krále sv. Æthelberhta, jehož nástupci se přihlásili zpět k pohanství, ale Vavřinec je znovuobrátil na křesťanství. Po své smrti v roce 619 byl prohlášen za svatého.

## Cesta do Anglie
Vavřinec se vylodil na ostrově Thanetu v Kentu společně s svatým Augustinem roku 597 a dalšími členy gregoriánské misie vyslané z Říma roku 595, aby christianizovala Anglosasy, ačkoliv některé prameny uvádí, že dorazil až roku 601 a nebyl tedy členem první vlny římských misionářů. Před příjezdem do Anglie byl Vavřinec mnichem, ale nic dalšího se o jeho předchozím životě v Itálii neví.
Podle středověkého kronikáře sv. Bedy Cthihodného Augustin z Canterbury Vavřince poslal zpět k papeži Řehořovi se zprávou o úspěšném pokřtění kentského krále Æthelberhta a dalšími listinami s dotazy na papeže. Na cestu do Říma Vavřinec vyrazil někdy po červenci 598, doprovázen dalším misionářem Petrem z Canterbury, a do Anglie se vrátil v červnu 601 společně s druhou vlnou misionářů, mezi nimiž byl i pozdější londýnský biskup Mellitus, naopak o Petrovi z Canterbury již žádné zprávy nereferují. S sebou Vavřinec přinesl také papežovy odpovědi na Augustinovy otázky, které později Beda Ctihodný zahrnul do svého díla Historia ecclesiastica gentis Anglorum jako Libellus responsionum. V dalším Řehořově dopisu kentské královně Bertě je zmiňován kněz jménem Vavřinec, pravděpodobně je jím míněn Vavřine z Canterbury; v dopisu papež chválí královnu za její podíl na konverzi jejího manžela Æthelberhta; podrobnosti, o kterých se papež Řehoř zmiňuje, získal právě od kněze Vavřince.

## Arcibiskup
Do úřadu canterburského arcibiskupa Vavřinec nastoupil roku 604 po smrti Augustina z Canterbury a tento post držel až do své smrti roku 619. Aby Augustin zabezpečil nástupnictví do úřadu, vysvětil Vavřince ještě před svou smrtí, a to dokonce i když to zakazuje kanonické právo. Augustin se obával, že pokud by po jeho smrti do úřadu někdo vzápětí nenastoupil, mohlo by to poškodit misii. Nicméně Vavřinec nikdy z Říma nedostal papežské pallium, aby mohl být papežstvím považován za legitimního. Beda Ctihodný pak Vavřincovo biskupské vysvěcení přirovnává k vysvěcení Klementa římským biskupem ještě za života svatého Petra; americký teolog J. Robert Wright předpokládá, že Beda Ctihodný tím mohl kriticky narážet na praktiky církve ve své době.

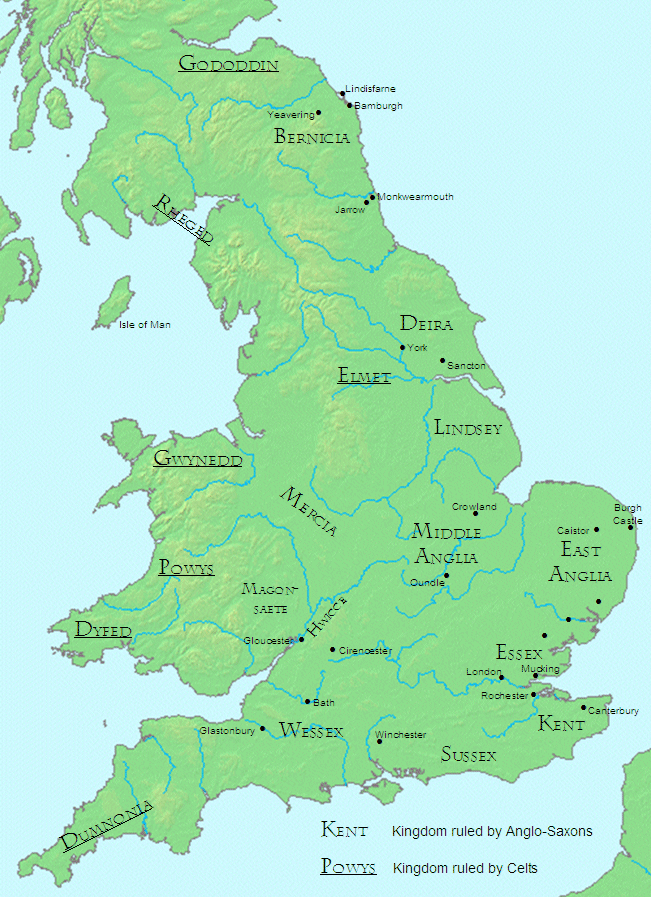
Anglosaská království kolem roku 600

Roku 610 dostal Vavřinec dopisy od papeže sv. Bonifáce IV., které mu byly adresovány jako arcibiskupovi a Augustinovu nástupci. Bonifácovy dopisy byly odpovědí na Vavřincovo poselstvo do Říma vedené biskupem Mellitem dříve v roce 610 s žádostí o rady při budování církve a Anglii. Mellitus se v Římě účastnil biskupského koncilu a zpět do Anglie přivezl také výnosy z koncilu.
V roce 613 sv. Vavřinec vysvětil klášterní kostel vybudovaný Augustinem v Canterbury a zasvětil ho svatým Petrovi a Pavlovi; později byl však kostel přesvěcen na svatoaugustinské opatství. Vavřinec také napsal dopisy jednotlivým biskupům na území Skotů a keltských Britů, v nichž je vyzýval, aby slavili Velikonoce ve stejné dny jako římská církev, namísto svých tradičních dat. Znění dopisu je zachyceno sv. Bedou Ctihodným v jeho Historii ecclesiastica gentis Anglorum. Podle Vavřince roku 609 kvůli vzájemným odlišnostem římské a keltské církve odmítl skotský biskup Dagan s arcibiskupem jíst u jednoho stolu i být s ním pod jednou střechou.

## Ofenziva pohanů
V roce 616 zemřel král Æthelberht, Vavřinec v té době buď již řídil arcibiskupský úřad, nebo byl již alespoň vysvěcen biskupem. Æthelberhtův syn a nástupce Eadbald křesťanství odvrhl a donutil mnohé křesťanské misionáře uprchnout na evropskou pevninu do Galie. V Anglii zatím následoval úpadek křesťanství a masový návrat tradičního předkřesťanského náboženství. Mezi těmi, kdo byli nuceni odejít byl i londýnský biskup Mellitus, či Justus, biskup z Rochesteru. Nicméně Vavřinec v Anglii zůstal a nakonec se mu podařilo krále Eadbalda přivést zpět ke křesťanství. Beda Ctihodný zaznamenal legendu, podle níž byl Vavřinec připraven se vzdát, když se mu ve snu zjevil svatý Petr. Ten Vavřince pokáral a zbičoval a známky bičování na Vavřincově těle byly znát i po skončení snu. Vavřinec své vidění vyjevil králi Eadbaldovi a ten byl vzápětí jako zázrakem obrácen zpět na křesťanství. Nicméně Beda Ctihodný rovněž zmiňuje, že to ve skutečnosti byla smrt několika předních pohanských vůdců, která rozhodla o tom, že se Vavřinec rozhodl v Anglii zůstat. Podle historičky křesťanství Benedicty Wardové Beda Ctihodný užívá příběh o zjevení jako příklad, jak bolestivá byla památka Kristova trpícího pro lidstvo a jak tento příklad mohl vést k přijetí křesťanství. J. Robert Wright udává však jiný motiv, proč Beda Ctihodný příběh se zjevením zaznamenal, a sice že zásah samotného svatého Petra byla znamením, aby misijní činnost v Anglii pokračovala. Podle Davida Farmera v Oxfordském slovníku svatých může být příběh o zjevení směsicí starokřesťanské legendy Quo Vadis a některých informací z dopisu svatého Jeronýma.

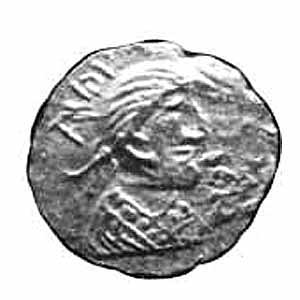
Eadbaldova mince

Moderní historikové si v pohanském odporu všímají politického podtextu. D. P. Kirby za Eadbaldovým odmítnutím křesťanství vidí opuštění profranské politické linie jeho otce. Alcuin, pozdější středověký filozof, napsal, že Vavřinec byl „kárán papežskou autoritou“. Tím Alcuin mohl narážet na dopis papeže sv. Adeodata I., který Vavřincovi přikazoval zůstat v Kentu. Kirby se svou argumentací jde ještě dál a tvrdí, že nikoliv Vavřinec, ale biskup sv. Justus konvertoval krále Eadbalda někdy v době, kdy byl arcibiskupem, tedy kolem roku 624. Nicméně ne všichni historikové tuto možnost přijímají. Podle Nicholase Brookse se král Eadbald znovu obrátil na víru v době, kdy byl Vavřinec arcibiskupem, během jednoho roku po smrti svého otce. Barbara Yorke tvrdí, že po Æthelberhtově smrti v Kentu vládli dva spoluvládci – Eadbald a Æthelwald – přičemž Eadbald byl obrácen na křesťanství Vavřincem, zatímco Æthelwald Justem poté, co se vrátil do Rochesteru. Dalším důvodem pohanského odporu byl protest proti Eadbaldově sňatku s vdovou po jeho otci, což křesťané považovali za hřích.
Veškeré úsilí rozšířit vliv církve za hranice Kentu se setkalo s obtížemi kvůli odporu východoanglického krále Rædwalda, který po smrti Æthelberhta získal vliv i na jihu. Rædwald se stal křesťanem před Æthelberhtovou smrtí, snad na Æthelberhtovo naléhání, nicméně Rædwaldova Východní Anglie christianizována nebyla a samotná Rædwaldova konverze se navenek projevila pouze umístěním křesťanského oltáře do jeho jinak pohanského chrámu. Za takové situace se pro vyhnaného londýnského biskupa ukázalo jako nemožné vrátit se do svého úřadu v Londýně, ačkoliv naopak rochesterský biskup Justus ve své činnosti pokračoval.

## Smrt
Vavřinec z Canterbury zemřel 2. února 619 a byl pohřben v opatství svatého Petra a Pavla v Canterbury, později přejmenovaného na svatoaugustinské; Vavřincovy ostatky byly přeloženy roku 1091 do nového kostela svatého Augustina. Po své smrti byl Vavřinec prohlášen za svatého a jeho svátek připadl na 3. února. Přibližně v době přesunu ostatků na nové místo napsal francouzský benediktinský mnich Gocelin své dílo Vita Sancti Laurentii („Život svatého Vavřince“), které bylo z většiny založeno na díle sv. Bedy Ctihodného.
Hrobka svatého Vavřince byla otevřena v roce 1915. Kromě vlastního svátku 3. února je slaveno také 13. září – výročí přenesení ostatků do kostela svatého Augustina. Vavřincovo působení v úřadu arcibiskupa se vyznačilo neúspěchem v zápase s keltskou církví a poté konverzí krále Eadbalda. Jeho nástupcem na arcibiskupském stolci v Canterbury se stal Mellitus, někdejší londýnský biskup.